# Chapelle Saint-Laurent de Lannourec
La chapelle Saint-Laurent est située à Goulien, en France.

## Localisation
La chapelle est située sur le territoire de la commune de Goulien, au lieu-dit Le Bourg, dans le département du Finistère, en région Bretagne.

## Description
Le plan de construction primitif de la chapelle était rectangulaire, avec un bas-côté unique au nord, séparé de la nef par un rang de huit arcades et tiers point, un grand arc diaphragme bandé entre la 5e et la 6e travées, et un clocheton posé sur cet arc. Dans la première moitié du XVIe siècle, ajout d'un croisillon au nord et réfection des remplages des fenêtres du chœur, du lambris et du clocheton. Les piles ne semblent pas antérieures au début du XVe siècle. Le calvaire a été refait mais conserve un soubassement triangulaire du début du XVIe siècle. L'édicule de la fontaine appartient à la même époque. Près du calvaire se dresse un petit menhir taillé. Son pardon est organisé le lundi de Pentecôte. À l'extérieur de la chapelle se trouvent une statue de saint Fiacre et une fontaine de dévotion, aussi dédiée à saint Fiacre, qui était fréquentée pour combattre les maladies de langueur.

## Historique
La chapelle est inscrite au titre des monuments historiques, par arrêté du 3 juin 1932.

## Galerie

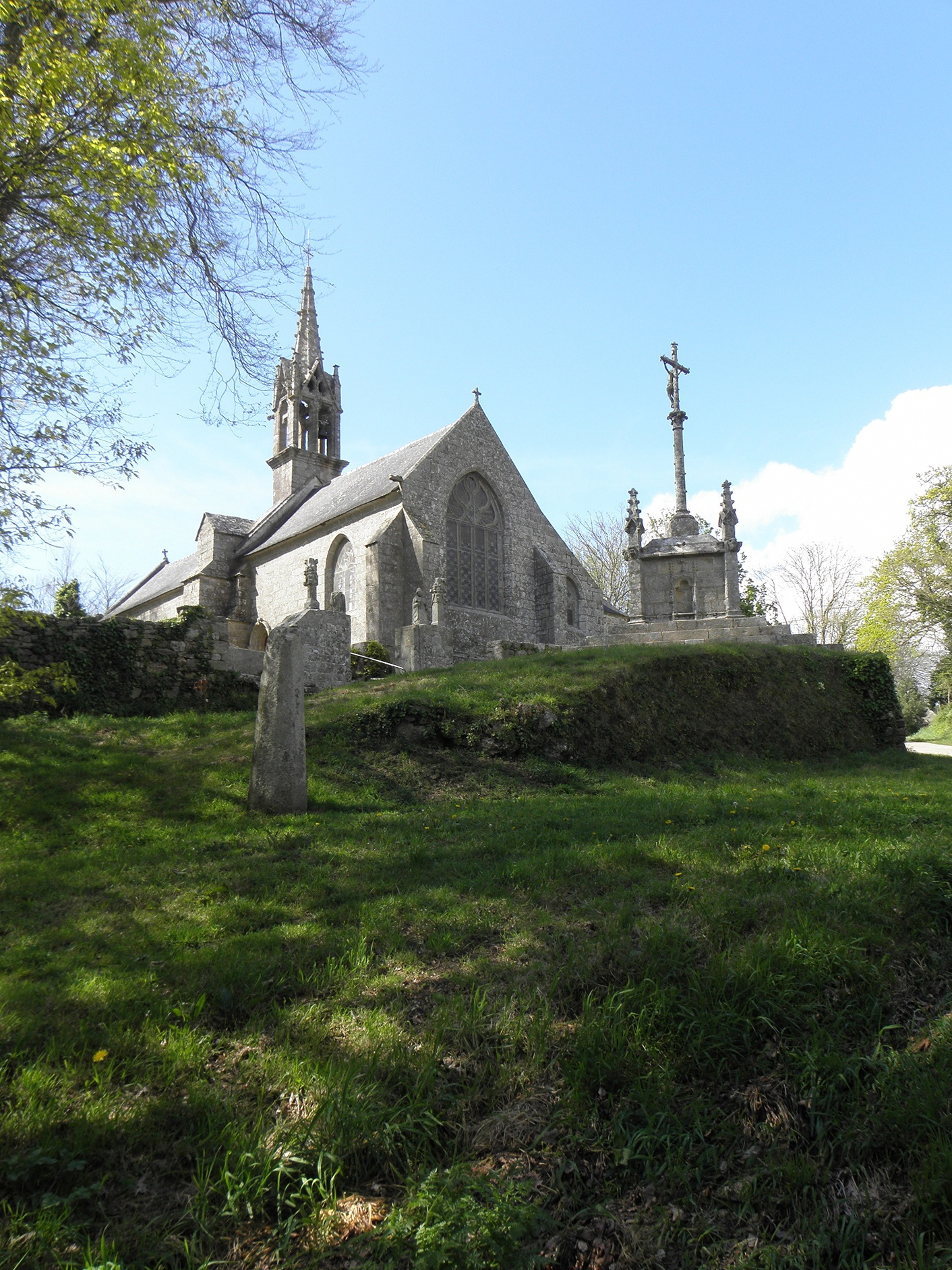
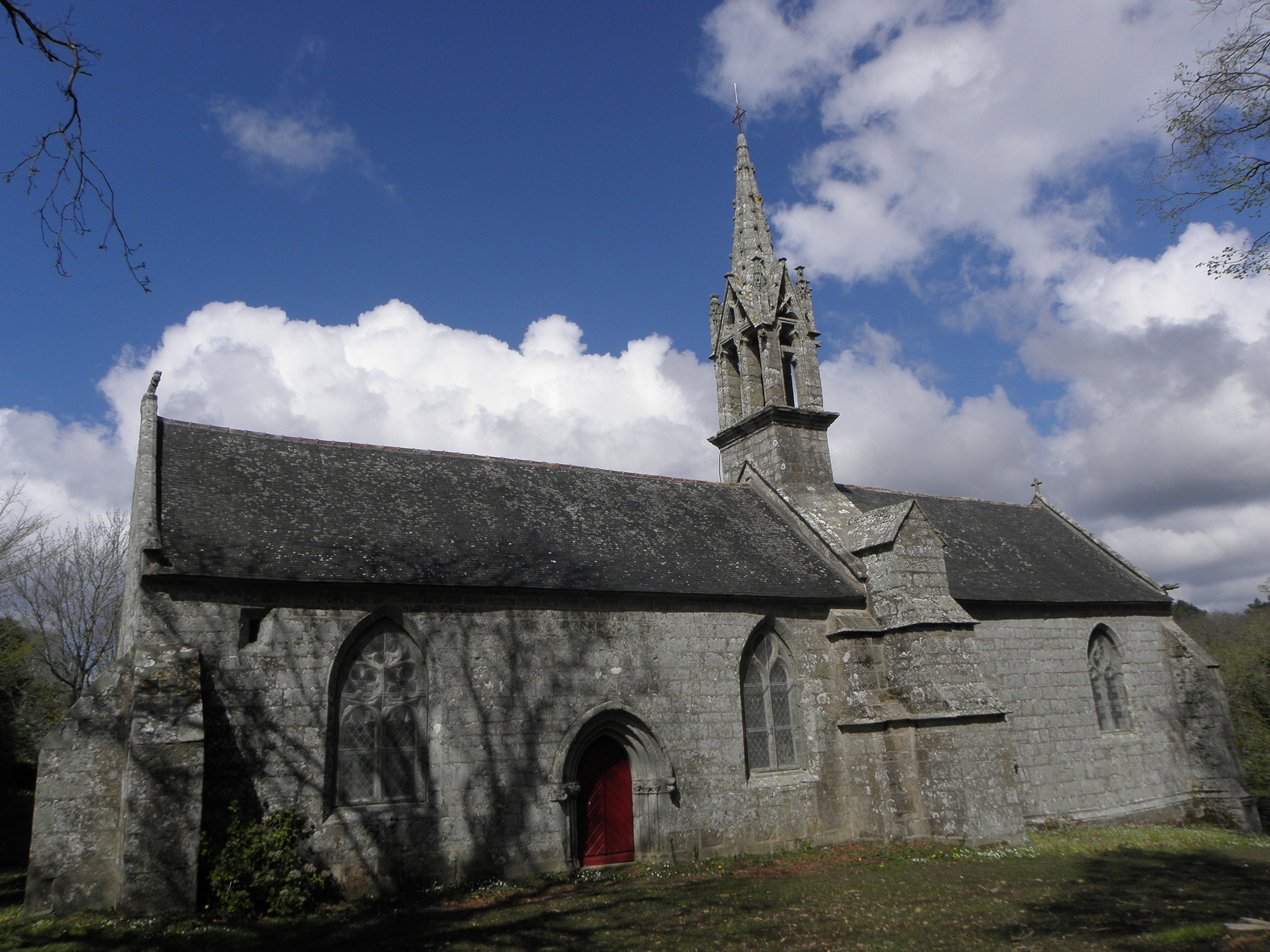
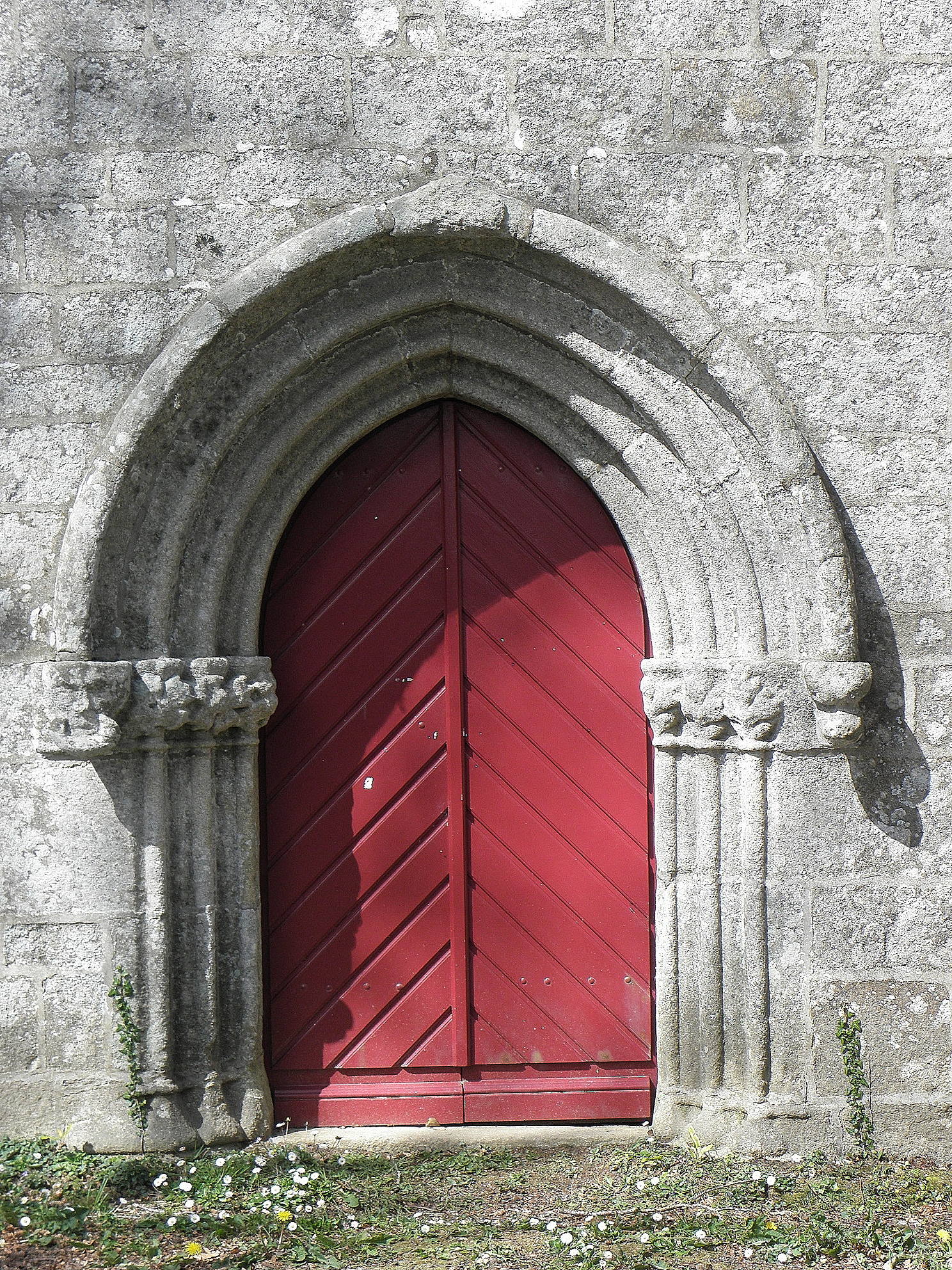
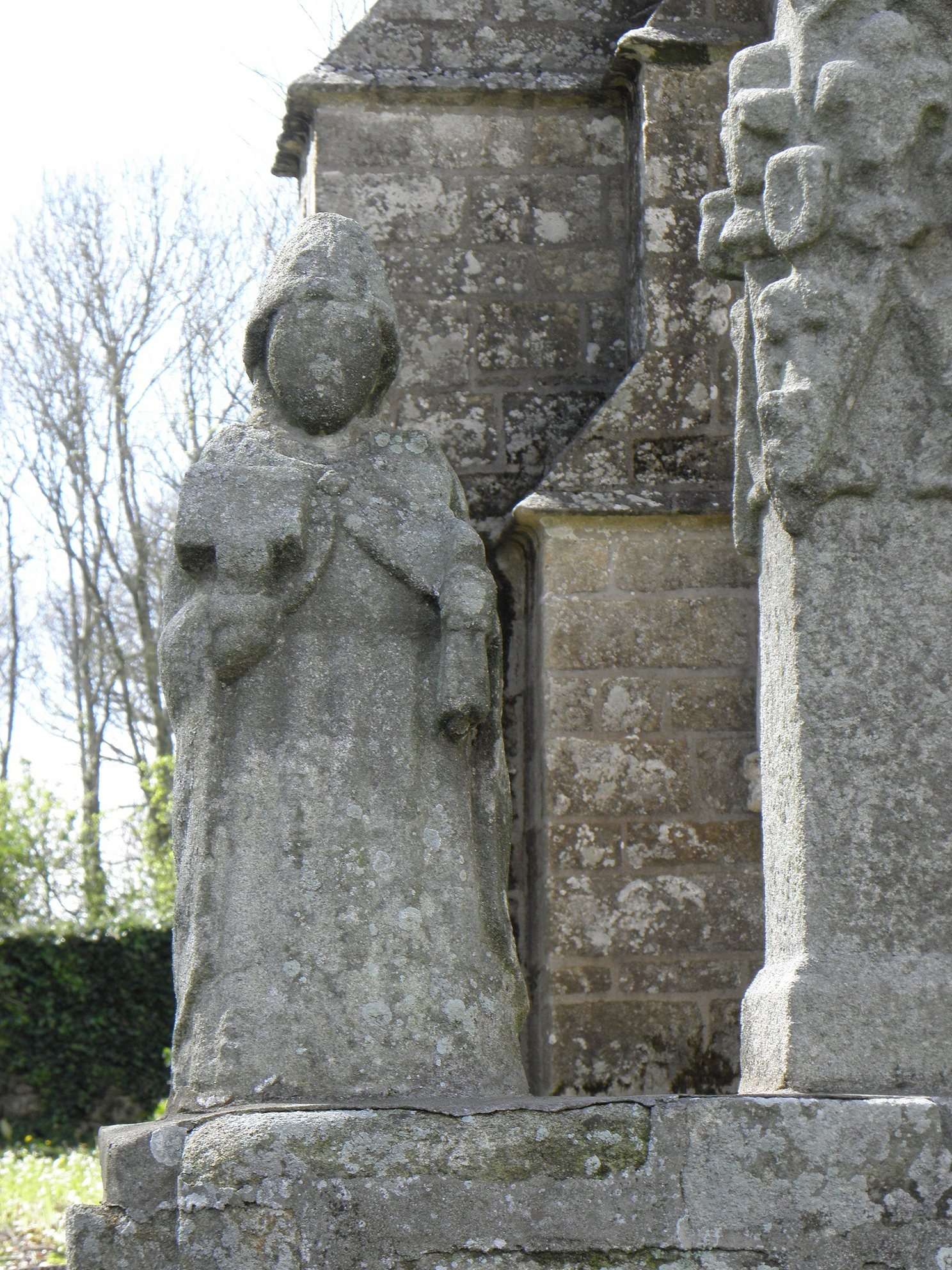
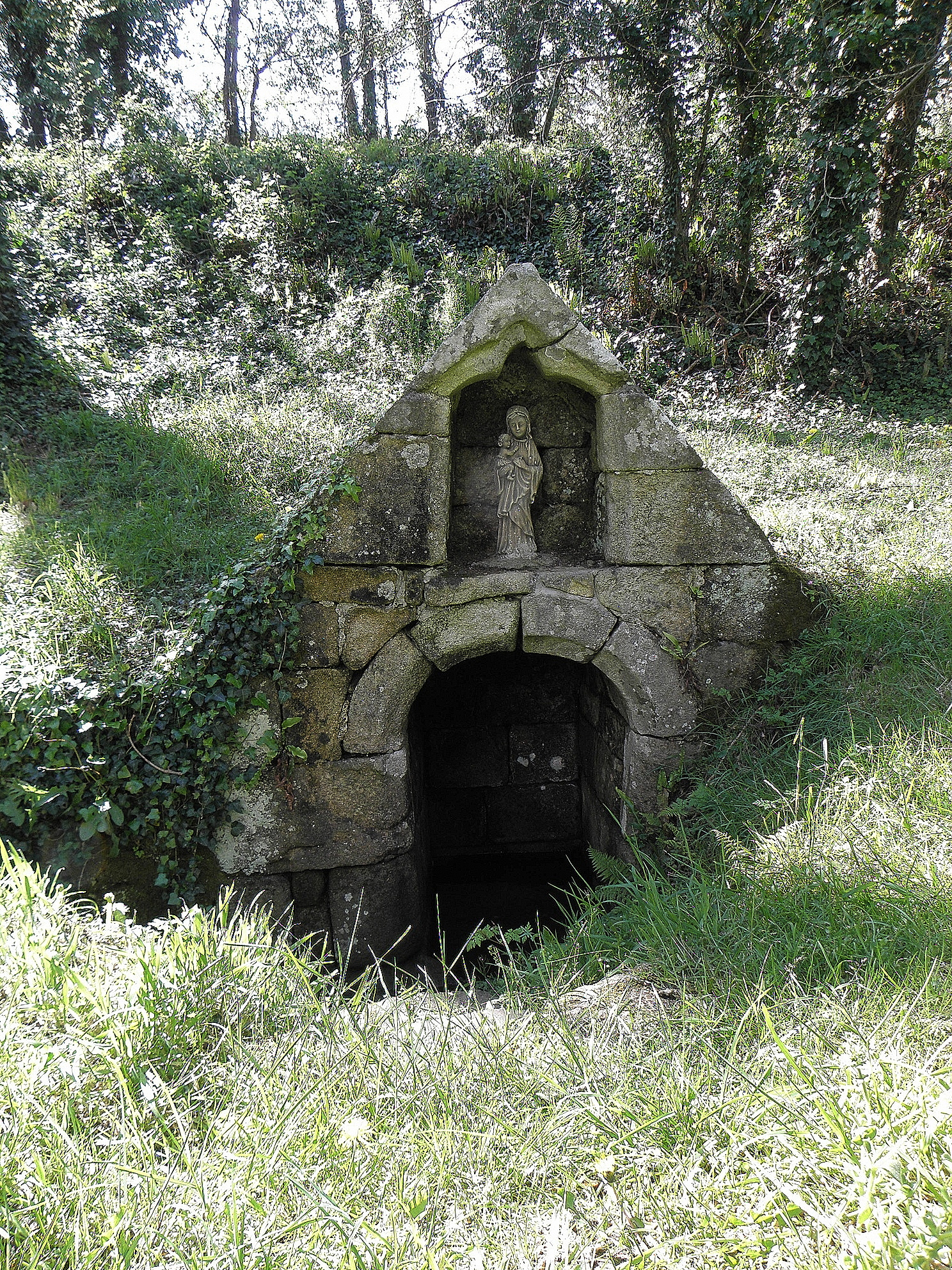